# Обикновен воден скорпион
Обикновните водни скорпиони (Nepa cinerea) са вид насекоми от семейство Водни скорпиони (Nepidae).
Таксонът е описан за пръв път от Карл Линей през 1758 година.